# Hermann Herlinghaus (Romanist)
Hermann Herlinghaus (* 1954 in Ost-Berlin) ist ein deutscher Romanist und Professor für Lateinamerikanische Literatur am Romanischen Seminar der Universität Freiburg. Seine Schwerpunkte in Forschung und Lehre sind lateinamerikanische Literatur und Kulturen, lateinamerikanische Filmgeschichte, „Cultural Studies“, Theorien und globale Historizität der Moderne, Kulturwissenschaften und Anthropologie.

## Leben
Herlinghaus ist der Sohn der Filmkritiker Hermann und Ruth Herlinghaus. Er studierte von 1976 bis 1981 Lateinamerikanische Studien an der Universität Rostock, wo er 1986 mit einer Arbeit zum Thema Die realistische Methode in den Romanen des „amerikanischen Zyklus“ von Alejo Carpentier promoviert wurde. An der Johann Wolfgang Goethe-Universität Frankfurt am Main wurde er 1993 in Romanischen Sprachen und Literatur habilitiert. Von 1991 bis 1999 war er wissenschaftlicher Mitarbeiter am Zentrum für Literatur- und Kulturforschung Berlin. Von 2000 bis 2010 hatte er einen Lehrstuhl für Lateinamerikanische Literaturen und „Cultural Studies“ an der University of Pittsburgh inne. 2010 erhielt er einen Ruf als Professor für Lateinamerikanische Literatur an das Romanische Seminar der Universität Freiburg.

## Wissenschaftliches Wirken
Herlinghaus lehrt Lateinamerikanische Literatur, Filmgeschichte und „Cultural Studies“. Seine Forschung richtet sich auf den epistemologischen Standort lateinamerikanischer Kultur im Rahmen der westlichen Moderne. Er arbeitete zur Heterogenität latein- und interamerikanischer Literaturprozesse, zur Begriffsgeschichte der Popularkultur und zum US-Latino-Filmschaffen.
Seine Veröffentlichungen spannen den Bogen von einer heterogenen Moderne zu Kulturprozessen des „Global South“. Besonderes Augenmerk erhalten die Problematik der Gewalt und die Symptomatik der Konflikte um psychoaktive Substanzen in der westlichen Kultur.
Herlinghaus veröffentlichte zwei wegweisende Monographien über die neue literarische Formation der Narkoepiken/Narkonarrationen in Lateinamerika und Interamerika (Violence Without Guilt, Narcoepics). Im Rahmen international vergleichender Forschung hat er die Begriffe „psychoaktive Moderne“ und „globale Ästhetik der Nüchternheit“ in die Diskussion eingeführt. Seine gegenwärtigen Forschungen befassen sich mit pharmakologischer Anthropologie und ökologischer Literatur.

## Schriften
Monografien (Auswahl)
- Narcoepics: A Global Aesthetics of Sobriety. New York – London – New Delhi – Sydney, Bloomsbury, 2013.
- Violence Without Guilt: Ethical Narratives from the Global South. New York, Palgrave Macmillan, 2009.
- Renarración y descentramiento: Mapas alternativos de la imaginación en América Latina. Madrid – Frankfurt Main, Iberoamericana / Vervuert, 2004.
- Populär/volkstümlich/Popularkultur. (monographischer Artikel), in: Karlheinz Barck et al. eds., Ästhetische Grundbegriffe, Band 4, Stuttgart – Weimar, Verlag J. B. Metzler, 2002.
- Modernidad heterogénea. Descentramientos hermenéuticos desde la comunicación en América Latina. Caracas, Universidad Central de Venezuela, 2000.
- Intermedialität als Erzählerfahrung. Frankfurt Main, Peter Lang, 1994.
- Alejo Carpentier. Persönliche Geschichte eines literarischen Moderneprojekts. München, text+kritik, 1991.

Sammelbände
- The Pharmakon: Concept Figure, Image of Transgression, Poetic Practice. Heidelberg, Universitätsverlag Winter, 2018.
- Narraciones anacrónicas de la modernidad: Melodrama e intermedialidad en América Latin. Santiago de Chile, Editorial Cuarto Propio, 2002.
- mit Jesús Martín-Barbero: Contemporaneidad latinoamericana y análisis cultural. Conversaciones al encuentro de Walter Benjamin. Madrid – Frankfurt Main, Iberoamericana-Vervuert, 2000.
- mit Utz Riese: Heterotopien der Identität. Literatur in interamerikanischen Kontaktzonen. Heidelberg, Universitätsverlag C. Winter, 1999.
- mit Utz Riese: Sprünge im Spiegel. Postkoloniale Aporien der Moderne in beiden Amerika. Bonn, Bouvier Verlag, 1997.
- mit Monika Walter: Posmodernidad en la periferia. Enfoques latinoamericanos de la nueva teoría cultural. Berlin, Langer Verlag, 1994.
- Romankunst in Lateinamerika. Berlin, Akademie-Verlag, 1989.